# Bhutaniella haenggii
Bhutaniella haenggii är en spindelart som beskrevs av Jäger 200. Bhutaniella haenggii ingår i släktet Bhutaniella och familjen jättekrabbspindlar.
Artens utbredningsområde är Bhutan. Inga underarter finns listade.